# Pont de Pandaruan
El Pont de Pandaruan o Pont de l'Amistat entre Brunei i Malàisia (en malai: Jambatan Pandaruan or Jambatan Persahabatan Brunei–Malaysia) és un pont a la frontera entre Brunei i Malàisia. El pont travessa el riu Pandaruan entre Temburong i Limbang. El pont va reemplaçar el servei de transbordadors entre dos països i va ser inaugurat oficialment el 8 de desembre de 2013.